# Sony Alpha 700
KM 7D α 77
Le Sony Alpha 700 (typographié α 700) est le deuxième appareil photo reflex produit par Sony. Il a été commercialisé à partir du troisième trimestre 2007.

## Placement dans la gamme
Il est destiné en priorité à des photographes experts.

## Morphologie
Le châssis de ce boîtier, étanche aux ruissellements, est composé d'un alliage à base de magnésium.

## Caractéristiques
Il abrite un capteur CMOS Exmor qui a la particularité d'optimiser la réduction du bruit numérique en embarquant des convertisseurs analogique/numérique en bout de chaque rangée de photosites. Son obturateur permet des temps de pose allant de 1/8 000 à 30 secondes et un mode Bulb, alors que la mise au point est assurée par un module autofocus à 11 collimateurs. Le viseur à pentaprisme couvre 95 % du champ de vision et son grossissement est de ×0,9. La mesure de l'exposition se fait dans 40 zones en nid d'abeille (en mode mesure matricielle. Le grand écran de 3 pouces, soit 7,6 cm est composé de 922 000 points, c'est-à-dire une définition VGA.